# 黄丝带行动

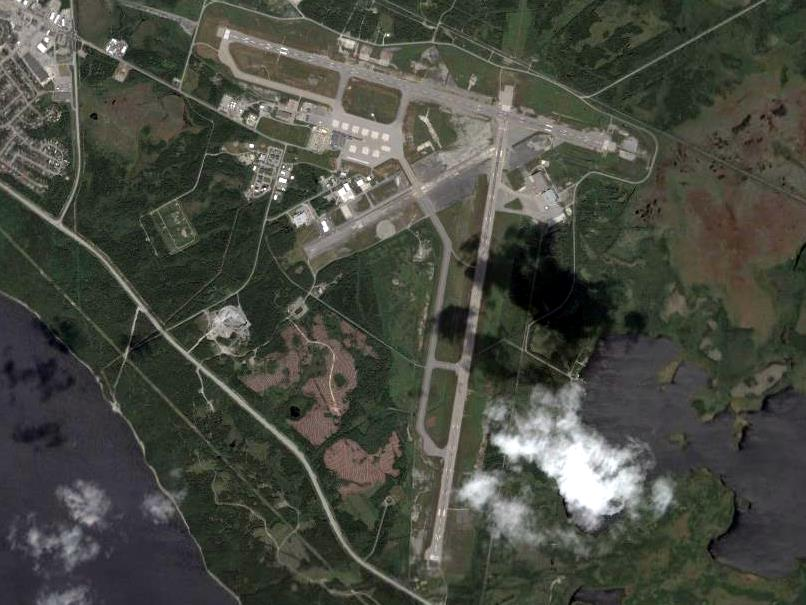
位于加拿大纽芬兰的甘德国际机场在黄丝带行动中共安置了38架次航班、6,122名旅客和473名机组人员。

黄丝带行动（英語：Operation Yellow Ribbon）是加拿大为响应九一一袭击事件而启动的民航改航行动。加拿大的目标是确保将具有潜在威胁的飞机撤出美国领空，并让飞机备降在加拿大的民用和軍用機場以便更好地控制和处置可能的威胁。事后每架航班都被证实是安全的，而加拿大政府和民间也招待了因此而滞留的数千名旅客，直到美国领空再度开放。
美国联邦航空管理局史无前例地宣布关闭美国领空后，加拿大立即开始了行动。美国联邦航空管理局与加拿大交通部通力协作，将计划飞往美国的国际航班改道至加拿大的机场。
行动过程中，除了军用、警用及人道援助用机外，准备起飞的航班全部取消，加拿大由此首次关闭领空。共有225－240架次的航班在黄丝带行动中备降加拿大全国的17座机场。

## 应急措施部署
针对世界贸易中心的袭击发生后不久，加拿大交通部和加拿大的民航机构加拿大导航公司（Nav Canada）都启动了应急措施。

### 加拿大交通部
第一架客机撞击世贸中心后的35分钟，加拿大交通部在渥太华启动了应急指挥中心SitCen。
SitCen是加拿大交通部的应急指挥中心，最初是为了应对不列颠哥伦比亚沿岸的地震所设置的。在九一一事件前，为了处理1998年1月的北美冰暴灾害、1998年9月2日的瑞士航空111号班机空难等紧急事态，加拿大交通部都曾启动了SitCen。诸如加拿大导航公司、国防部、皇家骑警、国家安全情报局、公民和移民部、海关和税务局也派员参与到SitCen的运作。SitCen的职责之一是保持与加拿大航空运输协会和各地机场的运营方在内的加拿大航空业者的联系，以及和美国联邦航空管理局等各国的民用航空管理部门进行合作。

### 加拿大导航公司
加拿大导航公司是负责加拿大空中交通管制的独立非营利机构。加拿大导航公司设有战略指挥中心和战术指挥中心。战略指挥中心设置在加拿大导航公司的渥太华总部，由业务副总裁安迪·瓦萨林斯领导，负责监督危机的事态，并确保和战术指挥中心和其他相关方有效地共享信息和资源。战术指挥中心位于安大略省康沃尔市，最初是一家培训机构，由空中交通服务助理副总裁凯西·福克斯。战术指挥中心在危机中扮演将情报传递给机场和塔台，为此加拿大各地的空管人员都参与其中。九一一的危机过去后，战术指挥中心迁至总部，并和战术指挥中心合并。

## 行动过程
第一天就任美国联邦航空管理局营运管理官的班·史萊尼于2001年9月11日美国东部时间09:45下令由于遭到袭击，美国领空关闭时，黄丝带行动正式开始。

### 加拿大交通部的行动
袭击发生时，大约有500架航班在美国的途中。加拿大交通部指示加拿大导航公司允许那些行程已经过半的的跨洋航班继续飞行（即已经飞越了大西洋或太平洋的最远折返点），取决于航班的出发地和剩余油量，要求航班在就近的加拿大机场备降。航班以每分钟1-2架的速度进入加拿大领空。
行动过程中，交通部的应急指挥中心着重于两个问题：一是航班应在何处降落；二是如何通过海关对成千的旅客进行筛检和清关。为此，公民和移民部以及海关和税务局抽调人员对乘客进行疏散。
第一架改航的航班备降在加拿大皇家空军鹅湾基地，行动过程中共有7架航班在此备降。加拿大另有14座机场也准备接收改航的航班。随着行动的进行，应急指挥中心的国内工作人员时刻保持着与机场管理方和交通部部长的联系。

### 跨大西洋航班
对加拿大的大西洋地区而言，黄丝带行动无疑是一个挑战。 出于安全考量，加拿大交通部要求加拿大导航公司引导从欧洲出发的航班避开渥太华的麦克唐纳－卡蒂埃国际机场、多伦多的皮尔逊国际机场及蒙特利尔的多佛尔国际机场这些加拿大中部的主要机场。虽然大部分来自欧洲的航班都备降在大西洋地区，但仍有部分降落在了多佛尔国际机场与皮尔逊国际机场。
纽芬兰与拉布拉多省甘德的甘德国际机场，是欧洲跨大西洋航线上位于北美洲的第一座机场，在行动中共接收了38架航班，乘客和机组人员约6,600人，而当时甘德的人口还不到1万人。
同时哈利法克斯国际机场接收了40架航班，其余航班由圣约翰斯国际机场、大蒙克顿国际机场、加拿大皇家空军鹅湾基地和斯蒂芬维尔国际机场负责。

### 跨太平洋航班
大多数来自亚洲飞往美国西海岸等地的航班只能降落在温哥华国际机场，因为温哥华国际机场是加拿大西海岸唯一能起降跨太平洋航班的大型飞机的机场。最后有34架次的航班搭载8500名乘客被疏散到温哥华。

### 极地航线航班
因飞越北极上空最能节省飞行时间，许多往来北美洲和亚洲之间的航班都会选择极地航线，飞越北大西洋、北太平洋、北冰洋南部，经加拿大抵达美国的目的地。该航线上共有35架航班被改航至埃德蒙顿、卡尔加里、温尼伯、耶洛奈夫等地的机场。

### 军事介入
黄丝带行动期间也发生几起军机护送客机进入加拿大领空的事件。北美空防司令部派遣加拿大皇家空军和美国空军的战斗机拦截并护送民航备降怀特霍斯国际机场。
其中一架被拦截的客机是经停安克雷奇飞往纽约约翰·肯尼迪国际机场的大韩航空85号班机，由于翻译错误，该航班被误以为遭到劫持。因为担心恐怖分子使用飞机撞击阿拉斯加的目标，安克雷奇的政府机构及大型酒店的人员开始撤离，加拿大怀特霍斯也疏散了人员。航班降落怀特霍斯机场后目击者称皇家骑警持枪要求机上所有人撤离。
环球电视和《国家邮报》报道了一起发生在温哥华国际机场的类似事件。两架美军F-15鹰式战斗机升空护送一架中国国际航空由北京飞往旧金山的波音747客机，备降温哥华国际机场的北跑道。机场方称整起事件完全因通讯问题所致。

### 各方反应
在航班备降前，为了避免恐慌和骚乱的出现，大多数飞行员并没有告知乘客当时的情况或是恐怖袭击的发生。一些航班上甚至连飞行员也不了解当前发生了什么。环球电视援引一位飞行员的话：“当我们在空中时，我们也不了解发生了什么。我们只是被告知因为安防措施我们被更改了航线。”
飞机备降后飞行员才告诉乘客发生的事，有的飞行员直接向机舱内的乘客广播。一些乘客在着陆前谈论着飞行员的话。《华盛顿邮报》引述一位从法兰克福飞往达拉斯的乘客，她的航班备降在了皮尔逊国际机场，降落前三个小时，飞行员告诉乘客飞机正驶向湍流。“然后飞行员告诉我们，飞机遇到了巨大的阻力，不得不降落在加拿大加油。降落后飞行员才告诉我们发生了恐怖袭击。”
由于加拿大交通部处于高度安全戒备状态，乘客不得不等待数小时才能下飞机。为了对停在跑道上的每架飞机进行安全检查，皇家骑警向机场增派了人员，同时也在机场航站楼增加了警力。
在一些机场，滞留的旅客观看着电视上的新闻报道，而其他人和机场的牧师沟通。机场也派出危机支援小组来帮助这些乘客。
据加拿大广播公司报道，美国政府对加拿大主持了这次行动表示感谢。美国运输部长诺曼·峰田在白宫的新闻简报上说：“他们帮助我们在机场安置了航班和乘客，我们欠我们的加拿大邻居一声感谢。”九一一事件十周年纪念日时，美国总统贝拉克·奥巴马回忆起加拿大给予的帮助，并表达了他对加拿大的感谢。

## 后续

### 改航航班统计
不同的机构对于行动中备降加拿大的航班数和乘客疏散人数都有所出入。加拿大交通部的数据显示共有224架次的航班和超过33,000名乘客抵达加拿大，然而加拿大导航公司称239架次的航班备降加拿大。据总理让·克雷蒂安称，共有225-250架次航班搭载30,000-45,000名乘客抵达加国。
| 机场                      | 机场代码 | 航班架次 |
| ------------------------- | -------- | -------- |
| 哈利法克斯国际机场        | YHZ      | 47       |
| 甘德国际机场              | YQX      | 38       |
| 温哥华国际机场            | YVR      | 34       |
| 圣约翰斯国际机场          | YYT      | 21       |
| 温尼伯国际机场            | YWG      | 15       |
| 多伦多皮尔逊国际机场      | YYZ      | 14       |
| 卡尔加里国际机场          | YYC      | 13       |
| 大蒙克顿国际机场          | YQM      | 10       |
| 蒙特利尔-米拉贝勒国际机场 | YMX      | 10       |
| 斯蒂芬维尔国际机场        | YJT      | 8        |
| 加拿大皇家空军鹅湾基地    | YYR      | 7        |
| 蒙特利尔多佛尔机场        | YUL      | 7        |
| 埃德蒙顿国际机场          | YEG      | 6        |
| 哈密尔顿国际机场          | YHM      | 4        |
| 怀特霍斯国际机场          | YXY      | 2        |
| 鹿湖地区机场              | YDF      | 1        |
| 黄刀镇机场                | YZF      | 1        |
| 合计                      | 合计     | 238      |

在这次行动中哈利法克斯国际机场接纳了最多架次的航班，而温哥华国际机场接纳了最多的旅客。
加拿大交通部和参与行动的机场还报告说，其网站上发布的新闻、常见问题解答和备降航班信息的访问量急剧增加。加拿大交通部称，在袭击发生的第二天，仅其网站的访问量就超过了47,000次。哈利法克斯国际机场称，仅在9月份就有210万人访问了他们的网站，而在10月份也有50万人次，均高于先前每月4万至5万的访问量。

### 余波

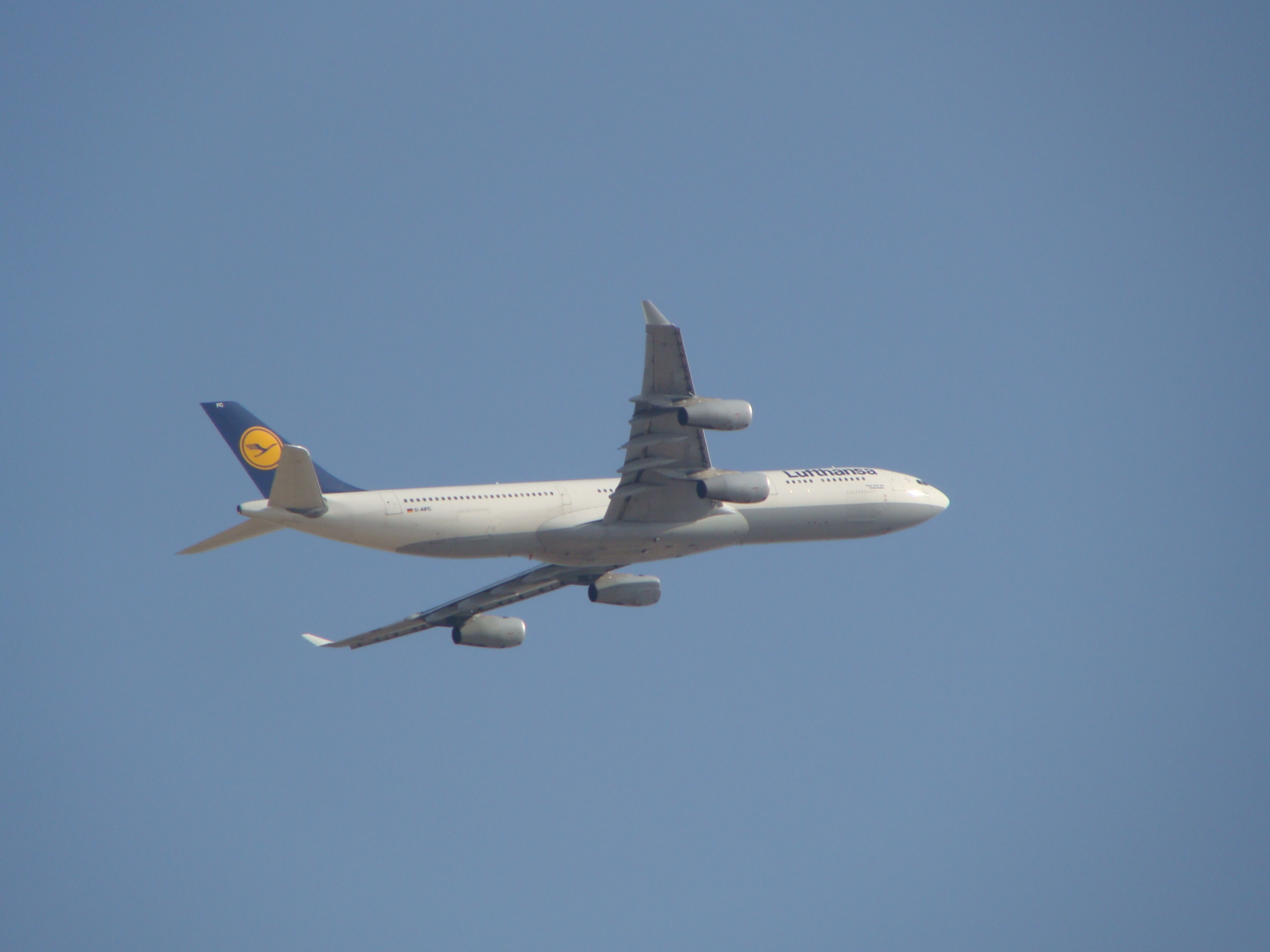
汉莎航空将注册号为D-AIFC的一架空中客车A340客机命名为“甘德-哈利法克斯”以纪念这两座城市在黄丝带行动中安置了他们的航班。

黄丝带行动后，数以千计的滞留旅客和机组人员在危机结束前必须得到安置。在飞机改航过程中，愿意提供帮助的公众和企业纷纷致电包括温哥华国际机场在内的一些机场。位于渥太华的加拿大交通部应急指挥中心的工作人员被来自机场、航空公司、媒体和公众的电话淹没，在行动期间应急指挥中心的员工每天都会接听约5000通电话。
加拿大总理让·克雷蒂安在接受CNN采访时被问及是否有能力向滞留人员提供充足的食物时回应说他们有能力做到，而且“其中许多人已经在旅馆、学校、体育馆等场所得到安置。加拿大政府和地方政府正努力（让滞留的旅客）在这些地方尽可能地感到舒适。”
对于那些向滞留旅客伸出援手的公众，加拿大总理让·克雷蒂安、美国驻加拿大大使、加拿大总督伍冰枝、以及加拿大各省省长、省督等官员都给予了积极的评价。参与黄丝带行动的机场收到了来自旅客、航空公司、安置滞留旅客的当地居民以及美国移民及归化局和美国海关的感谢信。哈利法克斯和埃德蒙顿等机场也在他们的网站或是年度报告中展示了旅客的感谢信息。
一些机场因其在危机中表现而获得嘉奖。温哥华国际机场以其专业和富有同情心的处理方式获得由不列颠哥伦比亚航空委员会颁发的2001年机场管理奖。而加拿大公共关系协会新斯科舍分会向哈利法克斯国际机场颁发了危机沟通类的紫水晶奖，以表彰机场管理方的危机沟通和应对能力。
九一一事件发生的第二年，2002年9月11日，约2500人聚集在甘德国际机场举行加拿大的九一一事件纪念仪式。加国总理克雷蒂安、交通部长、美国驻加拿大大使以及其他省和地方官员主持仪式。克雷蒂安在现场发言说：“9月11日这个恐怖和悲伤的一天会在铭记在我们的记忆里。但甘德和加拿大上下对滞留旅客展现出的友善和同情，也让这一天成为安慰和治愈的一天被铭记。”在演讲的结尾，克雷蒂安称赞了黄丝带行动：“女士们，先生们，你们所做的一切让自己感到自豪，也让加拿大骄傲。”

## 流行文化
多个文化作品都围绕黄丝带行动进行创作。加拿大广播公司为此推出了迷你剧集《911心灵航程》。2015年，以乘客、机组成员和甘德镇居民的真实经历所创作的音乐剧《来自远方》首演。《来自远方》在第71届托尼奖上获得包括最佳音乐剧在内的7项提名， 最后赢得了最佳音乐剧导演这一奖项。

### 引用
1. ↑  Chase, Steven. . The Globe and Mail. 2001-09-12: A7.
2. ↑  Williams, Andrew. . Metro online. London: Associated Northcliffe Digital. 2006-10-04  [2010-04-13]. （原始内容存档于2008-05-29）.
3. 1 2  Brown, DeNeen. . The Washington Post. 2001-09-12: E6.
4. ↑  Gorham, Andrew; McArthur, Douglas. . The Globe and Mail. 2001-09-12: A14.
5. ↑  Baillie, Andrea. . Canadian Press. 2001-09-12.
6. 1 2 3  . Halifax/Stanfield International Airport Newsroom. September 9, 2011  [September 10, 2011]. （原始内容存档于2013-05-10）.
7. ↑  Reuters. . The New York Times. 2001-09-12: A22  [2013-11-07]. （原始内容存档于2014-12-14）.
8. ↑  Bailey, Ian; Dube, Francine. . The National Post. 2001-09-12: A7.
9. ↑  Bailey, Ian; Dube, Francine. . The National Post. 2001-09-12: A7.
10. 1 2 3 4  Higgins, Michael; Smyth, Julie. . The National Post. 2001-09-12: A9.
11. ↑  Tobin, Chuck. . The Whitehorse Star. 2001-09-12: 2.
12. 1 2 3 4   (television). Global TV. 2001-09-11.
13. 1 2  . Nav Canada. 2009  [2009-03-19]. （原始内容存档于April 18, 2012）.
14. 1 2 3   (television). CBC. 2001-09-11.
15. 1 2  . CBC Archives. September 11, 2001  [2009-07-26]. （原始内容存档于2008-05-28）.
16. ↑  9 September 2011: President Obama's Letter to Canada on the 10th Anniversary of 9/11 的存檔，存档日期2011-10-15.
17. ↑  . Lufthansa.   [2010-02-08]. （原始内容存档于2010-08-13）.
18. ↑   (PDF). Flyeia.com. Edmonton Airports Authority.   [2013-08-05]. （原始内容 (PDF)存档于2014-07-14）.
19. ↑  . Halifax International Airport Authority. hiaa.ca.   [2011-09-22]. （原始内容存档于2012-03-27）.
20. 1 2  MacCharles, Tonda. . Toronto Star. 2002-09-12: A1.
21. ↑  Martin, Don. . The Ottawa Citizen. 2002-09-12: A4.
22. ↑  . comefromaway.com.   [2020-02-09]. （原始内容存档于2019-09-21）.
23. ↑  . TonyAwards.com.   [2020-02-09]. （原始内容存档于2017-08-02） （英语）.